# 西南航空公司 (中華民國)
西南航空公司，是中華民國大陸時期一航空公司。1930年（民國23年），西南各省當局成立西南航空公司，以飛航西南各省都市及河內為主。抗日戰爭時期，西南各省頻遭空襲轟炸，西南航空公司被迫停辦。
1945年，抗戰勝利，兩廣政府希望西南航空公司復業。兩廣政府出資6000萬，由中華民國空軍總司令部調撥運輸機53架、中央航空調撥5架飛機，組成公司機隊。當時中華民國交通部已口頭答應西南航的復業，立案工作也穩步開展。宋子文獲知此事後，以中國民航已有中國航空、央航，足以滿足需求為由，要求西南航立即停止營業。1946年，西南航空計畫接收日軍留存於台灣的60架大型運輸機及轟炸機，並改造為客貨兩用機，還欲聘用台灣籍駕駛，惟西南航所接收日機半數遭拆解私吞，一部任其曝露鏽蝕，僅存2架倖免停於松山機場。隨後，西南航一度籌組辦事處，但仍未能復業。